# Due dame veneziane

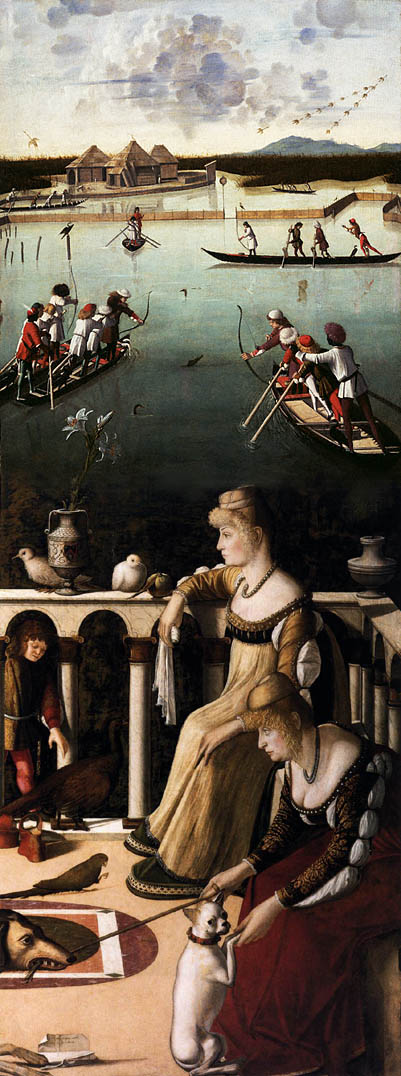
Ricostruzione

Due dame veneziane è un dipinto olio su tavola (94x64 cm) di Vittore Carpaccio, databile al 1490-1495 circa e conservato nel Museo Correr di Venezia.

## Descrizione e stile
Il dipinto è stato riconosciuto come la parte inferiore della tavola della Caccia in laguna del Getty Museum (separate almeno prima del XIX secolo), chiarendo l'iconografia di entrambe le parti. L'opera mostra infatti un brano di vita quotidiana, delle donne che aspettano sedute in una terrazza, mentre gli uomini sono a caccia in laguna. Il vaso che si vede a sinistra ha il fiore troncato, che si ritrova, fuori scala, nell'altro pannello. L'identica grana del legno ha poi confermato l'ipotesi. Le cerniere e la chiusura presenti nella parte superiore del pannello suggeriscono che sia stato usato come otturatore decorativo per una finestra o come sportello di uno stipo. Sul retro infatti si trova una rappresentazione di oggetti appesi a trompe-l'œil.
La tavola delle due dame veniva in genere datata a dopo il 1500 e aveva riscosso un grande successo nell'Ottocento quando John Ruskin le aveva dato l'accattivante titolo delle Due cortigiane. Le due donne stanno in un sospeso ozio d'attesa entro il recinto marmoreo di una terrazza con motivi geometrici sul pavimento. I loro svaghi comprendono i giochi con due cani e l'osservazione di numerosi uccelli, quali una pavoncella, due tortore e un pappagallino. Un paggetto si affaccia dal traforo della balaustra. Tra gli oggetti, indagati minuziosamente, si vedono un paio di sandali con la zeppa alta, i calcagnini, accessorio femminile dell'epoca, un vaso di maiolica con stemma araldico della famiglia veneziana Torella e uno di terracotta con un alberello di mirto.
Le due dame, ritratte di profilo, sono di età diversa, una più giovane e una più matura, e sono riccamente abbigliate nella tipica veste a vita alta, con scollatura ampia e maniche tagliate: nate per dare maggiore agilità ai movimenti del braccio, mettendo anche in mostra la preziosa camiciola sottostante, le maniche erano unite all'abito da lacci impreziositi da agugielli o aghetti. Gli abiti sono sobriamente decorati da perle, portate dalle novelle spose in segno di castità e rispetto verso il marito: le collane, a un solo filo, in rispetto delle leggi suntuarie, decorano i décolleté, mentre le acconciature sono simili, alla moda, con la crocchia dei capelli attorcigliata sulla testa e una frangia di riccioli dorati che incornicia il viso. La donna più giovane tiene in mano un fazzoletto, simbolo di purezza e pegno di bonus amor.

### I simboli
Gli oggetti presenti sulla scena hanno il preciso scopo di sottolineare la virtù delle dame, che siano nubili, spose o vedove: alla donna veneziana veniva richiesto un atteggiamento di continenza e modestia, in una società che aveva le sue radici nella famiglia e nella maternità. Il matrimonio è richiamato dal mirto nel vaso a destra, pianta legata a Venere e Maria, e dalle due tortore, che indicano un solido legame sponsale; anche l'arancia rientra nella simbolica matrimoniale, in quanto dono delle spose. La pavoncella è legata al concetto di fecondità della coppia sposata, mentre il pappagallo, solitamente associato a Maria per il suo verso "ave", riferito all'Annunciazione, qui simboleggia il destino della donna come sposa. I due cani, con il loro significato di lealtà e attenzione, tenuti dalla donna più anziana, sottintendono che a questa spetta il compito di custodire la giovane sposa e garantirne la rispettabilità. Il vaso di mirto, legato a Venere e a Maria Vergine, simboleggia il matrimonio, mentre il giglio, che si trova nella tavola del Getty, indica la castità e richiama il dono dell'Arcangelo Gabriele a Maria nell'Annunciazione.